# Auguste de Montferrand
Auguste de Montferrand  (ur. 23 stycznia 1786 w Paryżu, zm. 10 lipca 1858 w Petersburgu) – francuski architekt, tworzący w stylu klasycystycznym, przez większość swojej kariery artystycznej pracujący w Rosji. Jego najbardziej znanymi pracami był Sobór św. Izaaka oraz Kolumna Aleksandrowska w Sankt Petersburgu.

## Życiorys
Jego pierwszą znaczącą pracą był Lykeion w Odessie. Projekt ten nie został jednak zrealizowany z przyczyn finansowych.
Projekty Maneżu Moskiewskiego (1825) oraz fontann w Moskwie (1823) również nie zostały zrealizowane (zostały ostatecznie ukończone pod kierunkiem Józefa Bové i Ivana Vitaliego).
Pierwszym ukończonym projektem o większym znaczeniu były pawilony targowe oraz Sobór Przemienienia Pańskiego w Niżnym Nowogrodzie (1817-1825). Kolejnymi pracami architekta były budowle w Sankt Petersburgu: Sobór św. Izaaka (1816-1858), Kolumna Aleksandrowska (1829-1834). W międzyczasie (1827-1828 oraz w latach późniejszych) zajmował się pracami we wnętrzach Pałacu Zimowego. Następnym zleceniem nad którym pracował były poprawki i wykończenie Soboru Kazańskiego oraz projekt stojących na pobliskim placu pomników przedstawiających Michaiła Barclay de Tolly oraz Michaiła Kutuzowa (1827-1837). Ostatnią pracą zleconą dla Montferranda przez cara Aleksandra II był Pomnik Mikołaja I w Sankt Petersburgu. Jest to prawdopodobnie jedyny w Europie posąg, który stoi jedynie na dwóch punktach podparcia (na dwóch tylnych kopytach końskich). Inne europejskie pomniki konne mają z reguły trzy punkty podparcia: dwa tyle kopyta końskie i ogon.

## Fotogaleria

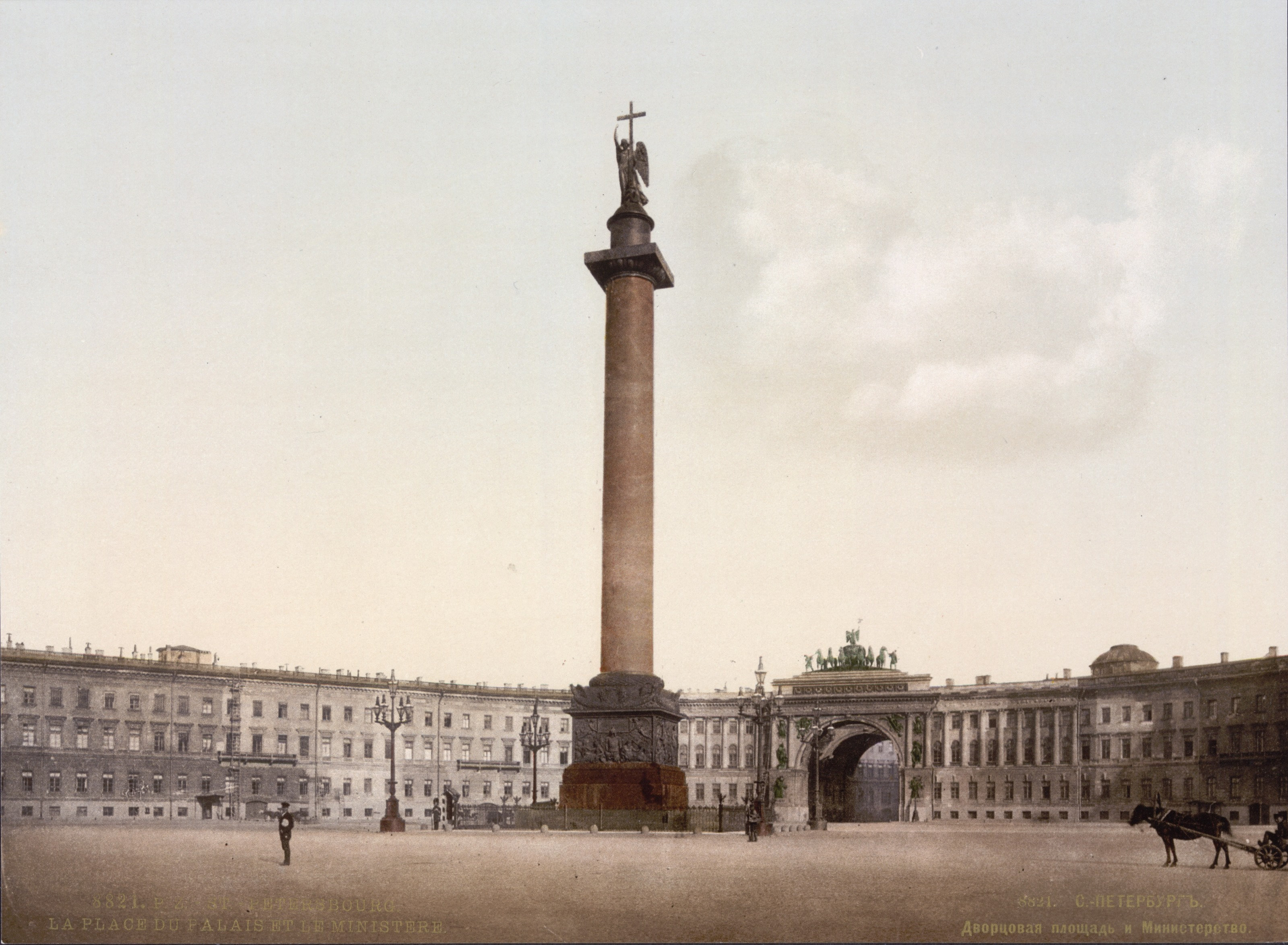
Kolumna Aleksandrowska na Placu Pałacowym w Petersburgu (1830-1834)
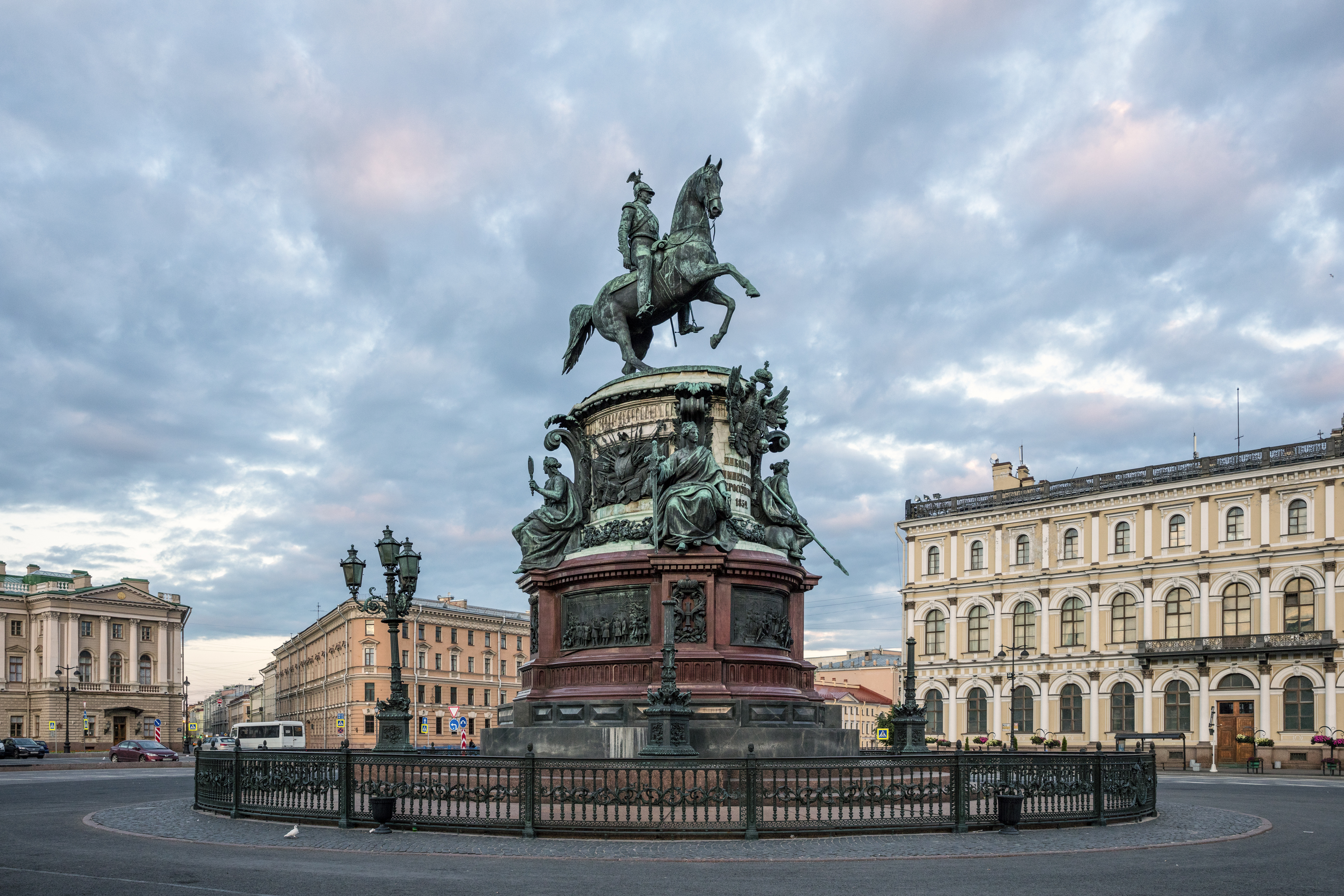
Pomnik Mikołaja I w Sankt Petersburgu
Sobór św. Izaaka
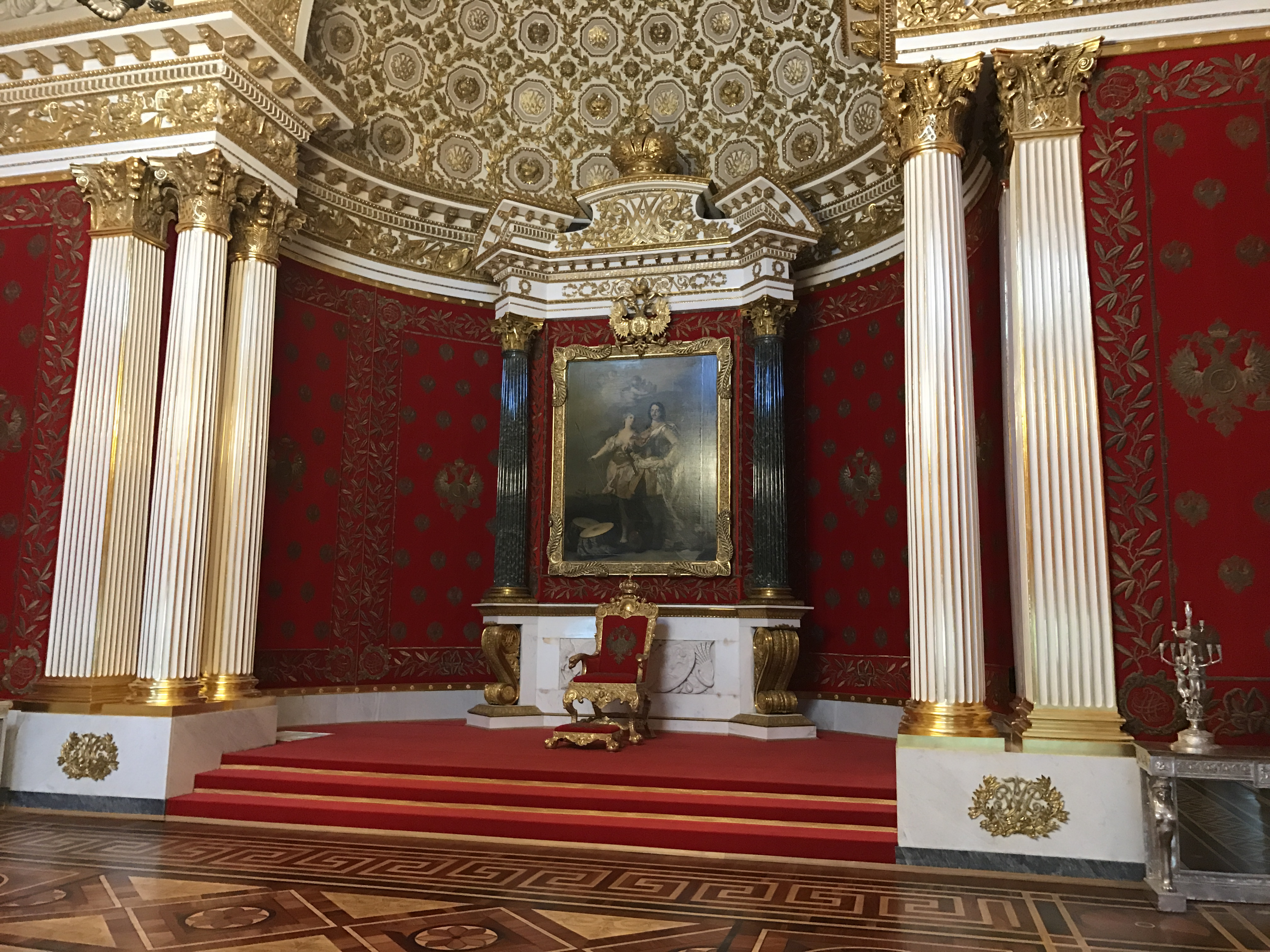
Mała sala tronowa, Pałac Zimowy w Sankt Petersburgu
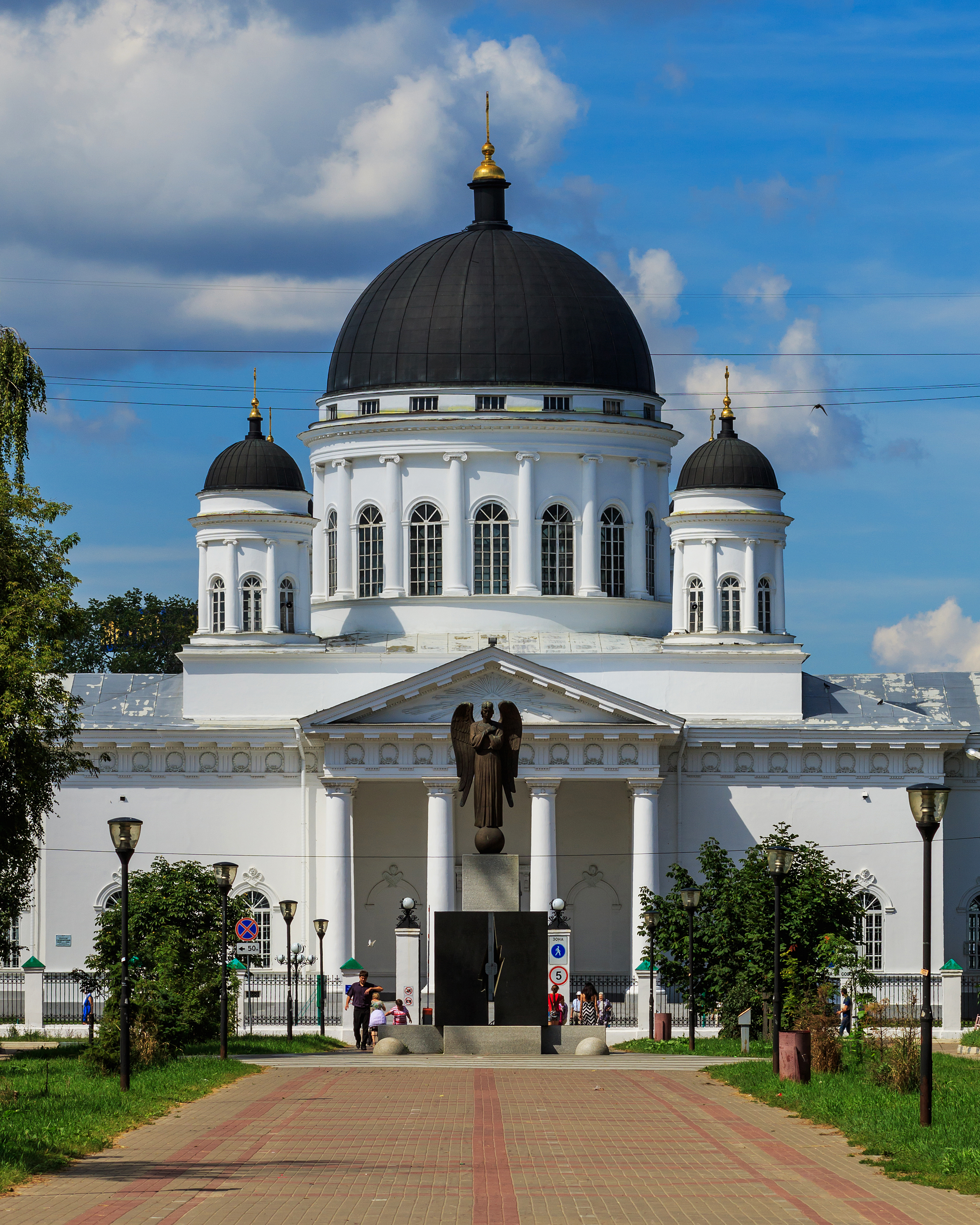
Sobór Przemienienia Pańskiego w Niżnym Nowogrodzie
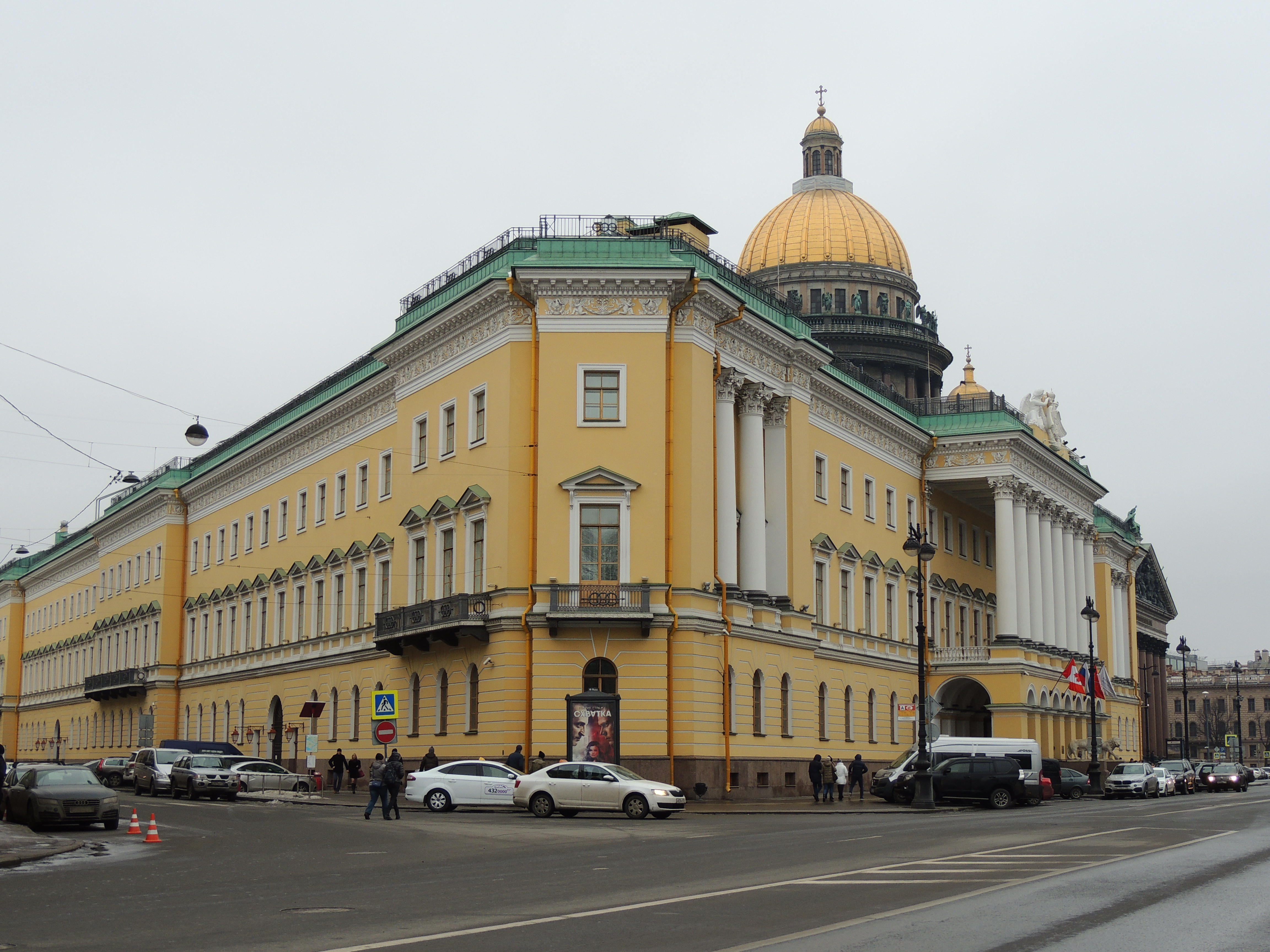
Pałac Łobanowa-Rostowskiego
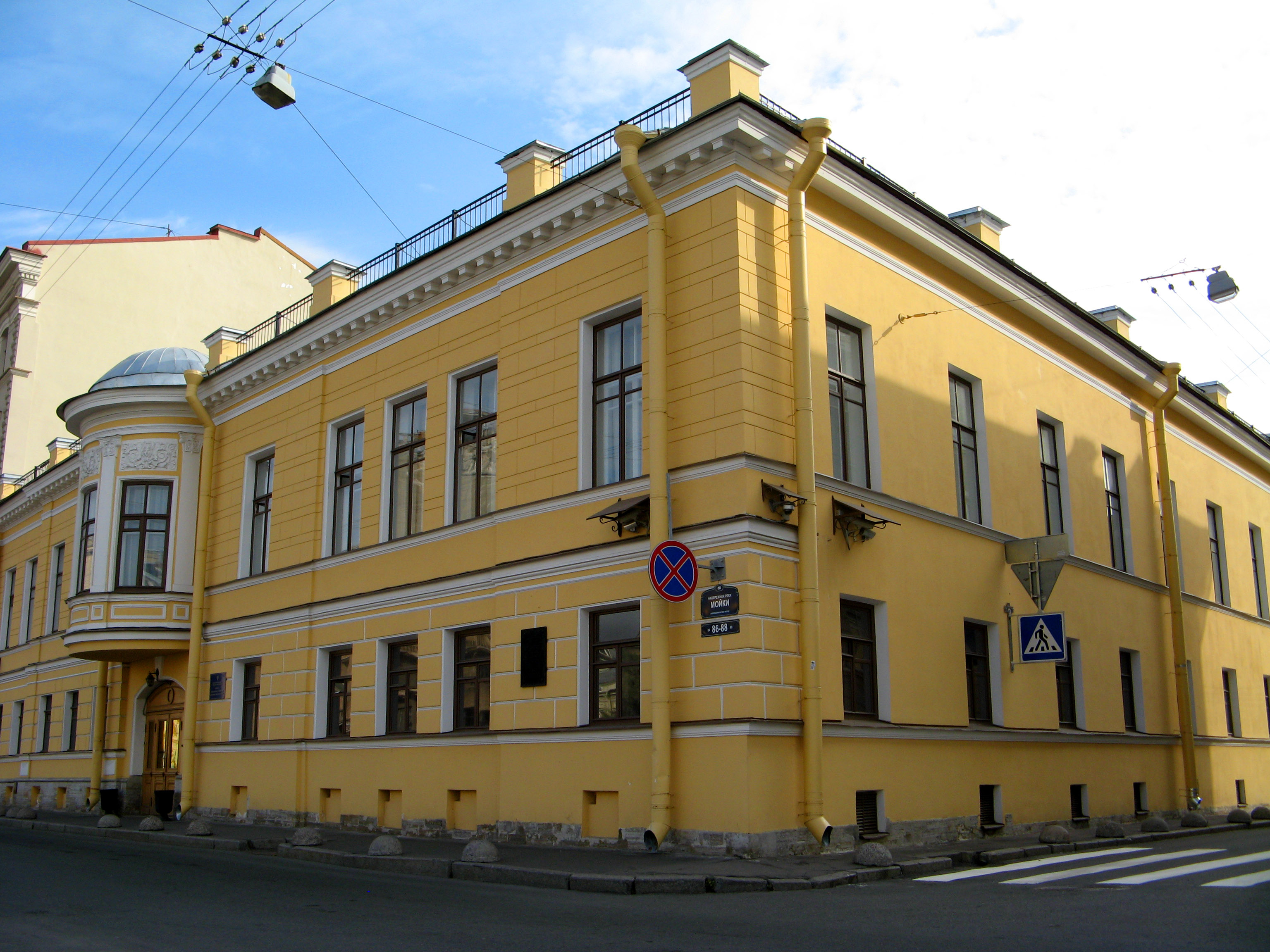
Dom w Petersburgu (nabrzeże Mojki 86-88), w którym w latach 1934–1958 mieszkał Auguste de Montferrand